# Tudanca
Tudanca – gmina w Hiszpanii, w prowincji Kantabria, w Kantabrii, o powierzchni 52,44 km². W 2011 roku gmina liczyła 163 mieszkańców.